# De Gantwerp Rappers
De Gantwerp Rappers vormden een van de eerste Vlaamse rapgroepen. In 1980 scoorde deze groep een hit met het nummer "Poopeloo".
De groep was afkomstig uit Gent en Antwerpen. Hun groepsnaam is een samentrekking van deze twee stadsnamen. De groep bestond uit gitarist Ronny Sigo (van de groep The Jokers) en producer Roland Verlooven. Ze zongen in het Gents en Antwerps en hadden in 1980 een klein Vlaams hitje met "Poopeloo". Het komische nummer was afgeleid van de uitdrukking "poepeloerezat zijn" en ging ook over dronkenschap. "Poopeloo" werd op single uitgebracht met als B-kant een instrumentale versie van "Poopeloo". 
Aan de tekstuele inhoud was te merken dat beide liedjes eerder als een grap bedoeld waren. Dat jaar brachten ze ook het nummer "Zeveren-Kek-Kek-Kek" uit, met de kreet "Kââk Kââk een tweedââiker", gebaseerd op een bekende Gentse uitspraak (vertaald naar het Nederlands: "Kijk, kijk: een dubbeldekker!"). "Zeveren" had op de B-kant het nummer "Theo" staan, wat een cover is van "Day-O (Banana Boat)" door Harry Belafonte. 
Alhoewel de groep slechts één hitje scoorde en daarna in de vergetelheid raakte, werd "Poopeloo" op de verzamelCD-reeks "Bel 80: Het beste uit de Belpop" (2007) gezet. Ze vormden een van de allereerste Nederlandstalige rapacts, jaren voor Osdorp Posse in Nederland en K.I.A. (Krapoel In Axe) in Vlaanderen daarmee bekend werden.